# Ким Нам Джун
Ким Нам Джун, по-известен като RM или Rap Monster, е южнокорейски рапър, автор на песни и продуцент. Той е лидерът на южнокорейската момчешка група BTS, основана от Big Hit Entertainment.
През 2015 г. той издава първия си самостоятелен микстейп „RM“.
От октомври 2018 г. вторият му микстейп „Mono“ е най-известният албум на корейски соло изпълнител. Класира се в Billboard200, достигащ до 26-о място. RM записва с изпълнители като Wale, Warren G, Gaeko, Krizz Kaliko, MFBTY, Fall Out Boy, Primary и Lil Nas X

## Биография
Ким Нам Джун е роден на 12 септември 1994 година  в Донкджак-ку Южна Корея и израства в Илсан-ку. Семейството му се премества да живее там, когато той е на 5 години. Той е най-голямото дете, като има по-малка сестра.
Висок е 181 см и тежи 67 килограма.
Като дете Ким Нам Джун до голяма степен научава английски език, гледайки сериала „Приятели“ с майка си.
Като студент активно пише поезия и често получава награди за своите творби. Той публикува работата си на уебсайт за онлайн поезия за около година. На 11-годишна възраст започва да се интересува от Hip-hop музика, след като чува „Fly“ на Epik High. Той открива, че песента му доставя комфорт и решава да се задълбае в жанра. След като негов учител му показва американския рапър Eminem, RМ се интересува от лиризъм, пишейки текстове, които смята, че са „готини“ и ги споделя на приятелите си. RM преминава тогава към писане на текстове, като заяви, че поезията му се превръща в текст, когато се комбинира с музика. През 2007 г., когато е ученик в 7 клас, започва да рапира в местни аматьорски хип-хоп кръгове, като там създава първия си самостоятелен запис с помощта на програмата Adobe Audition (тогава наречена Cool Edit). По-късно участва в първия си концерт през 2008 година. RM в крайна сметка става по-активен в ъндърграунд корейската хип-хоп сцена под псевдонима „Runch Randa“. Чрез него той издава песни и колаборации с други ъндърграунд рапъри, като Zico.
В гимназията RМ е в топ 1% на нацията си в кандидат-студентските изпити по математика, чужди езици и социология и има IQ 148. Родителите на RM били категорично против интереса му към музикална кариера поради неговите академични постижения и първоначално младежът се отказва от музиката, за да се съсредоточи върху ученето.
За да убеди майка си да му позволи да бъде рапър, той я пита дали „иска да има син, който е най-добрия рапър или студент на 5000 място“.

## Избор на име
RM избира името „Rap Monster“ по време на своето обучение за идол. Въпреки че обикновено се тълкува погрешно сякаш е „рапиращо чудовище“, то всъщност произлиза от текста на песен, която е написал, вдъхновен от „Rap Genius“ на Сан Е Текста се говори за Сан Е, който заявява, че трябва да бъде наречен „рап чудовище“, тъй като „рапира нон-стоп“. Той приема сценичното име, защото смятал, че е „готино“. RM описава чувствата си за името му като любовно-омразна връзка, усещайки, че то няма „невероятна стойност“ за него.
Той официално сменя сценичното си име на „RM“ през ноември 2017 година, тъй като определи, че „Rap Monster“ вече не отговаря на личността му или музиката му. RM
е съкращение от „Real Name“ („Истинско име“) или „Real Me“ („Истинският аз“). В интервю с Entertainment Tonight RM заяви, че „Името може да символизира много неща“.

## Кариера

### 2010 – 2013 г.
През 2009 година RM се записва на прослушване в Big Deal Records, по-късно той преминава през към първи рунд заедно със Самюел Сео, но не продължава към втория, тъй като забравя всичките си текстове. След прослушването обаче рапърът Sleepy обменя контакти с RM, който по-късно споменава на продуцента на Big Hit Entertainment Pdogg. През 2010 г. Sleepy се свързва с RM, насърчавайки го да иде на прослушване при изпълнителния директор на BigHit – Bang Sihyuk. Bang предлага на RM място в звукозаписната си компания и без знанието на родителите си, рапърът приема предложението веднага. Това кара Bang и Pdogg да създадат хип-хоп група, която впоследствие се превръща в идол групата BTS.
RM се присъединява към BigHit Entertainment малко след навършване на 16 години. По време на кариерата си като идол той се записва в Global Cyber University (университет).
Ким Нам Джун тренира три години с рапъра Min Yoongi и танцьорът Jung Hoseok, които по-късно стават известни като Шуга и J-Hope. По време на тригодишното обучение, RM изпълнява пет предебютни песни, кредитирани на BTS през 2010 и 2011 година. През това време той също работи и като автор на песни за момичешката група Glam и помага за написването на дебютния им сингъл „Party (XXO)“. На 13 юни 2013 година, RM прави своя дебют с BTS. Оттогава продуцира и пише текстове на различни песни във всички албуми на групата.
На 29 август 2013 година, RM изпълява интро парчето към първия разширен запис на BTS – O! RUL8,2?, който е пуснат като трейлър преди появата му на пазара, и така бележи първата им самостоятелна колективна песен като група.

### 2014/2016 година
На 5 август 2014 г. BigHit Entertainment пуска трейлър за първия музикален албум на BTS „Dark &amp; Wild“, който трябва да излезе на 20 август. Рап парчето, издадено по-късно като „Intro: What I am to you?“, е соло, изпълнено от RM. Чрез риалити шоуто: „American Hustle Life“, RM създава контакт с Уорън Г, който предложи да даде бийт на BTS. В интервю на корейското списание: „Hip Hop Playa“, Уорън Г заяви, че се сприятелил със 7-те момчета чрез предаването и поддържал връзка с групата, дори след като се върнали в Южна Корея. На 4 март 2015 г. RM пуска сингъл с Уорън G, озаглавен като „PDD („Please don't die“/„Моля, не умирайте“). Тази песен отразява чувствата на RM към онези, които го мразят и критикуват по времето, което той намира за много смущаващо.
Същият месец RM си сътрудничи с хип-хоп групата MFBTY заедно с EE и Dino J като участник в песента „Bucku Bucku“. Той е в музикалния клип на песента, а също има камео в друго музикално видео на MFBTY за песента им „Bang Diggy Bang Bang“. RM за първи път формира трайно запознанство с члена на групата MFBTY – Tiger JK, по време на телевизионно шоу през 2013 г., когато Tiger JK промотира песента си „The Cure“, казвайки на рапъра, че е израснал слушайки го.
RM е бил редовен член в корейската програма за разнообразие „Problematic men“, където на членовете на актьорите се поставят различни пъзели и проблеми за решаване и ги решават, чрез говорене за собствените си мисли и преживявания. Програмата започна да се излъчва на 26 февруари 2015 г., но RM напуска шоуто след 22 епизод, заради световното турне на Red Bullet 2015 на BTS.
На 17 март 2015 година пуска първия си самостоятелен микстейп, „RM“, който се класира на 48-о място в „50-те най-добри хип-хоп албума на 2015 година“ на списание „Spin“. Микстейпа включва различни проблеми, като миналото на RM. В парчето „Voice“: „Ти си ти и аз съм си аз“ от „Do You“. Когато обсъжда работата си в парчето „God Rap“, RM описва себе си като атеист, вярвайки, че единственото, което определя съдбата му, е самият той.
Цялостната му работа по микстейпа отнема около 4 или 5 месеца, като го композира докато работи с BTS. Следващата година RM припомни, че до голяма степен е писал за негативните емоции, които е носил, като гняв и ярост, но заяви, че песните не са „100% под [неговия] суверенитет“ и че той усеща много части от микстейпа като „незрели“. През август, RM си сътрудничи с Marvel за саундтрака на [[Фантастичната четворка в Корея, пускайки дигиталния сингъл „Fantastic“ с участието на Mandy Ventrice чрез Melon, Genie, Naver Music и други музикални сайтове. През август 2016 г., вокалният дует Homme издаде сингъл, озаглавен „Dilemma“, който е копродуциран от RM и Bang Sihyuk.

### След 2017 година
През март 2017 г. RM си сътрудничи с американския рапър Уейл на специална социално заредена песен, наречена „Change“, пусната като безплатна заедно с придружаващ музикален видеоклип, заснет около две седмици преди излизането на парчето. Двамата за първи път установиха контакт, чрез Twitter през 2016 година. RM реши темата да бъде „Промяна“, като заяви, че макар и двамата рапъри да са изключително различни, тяхната общност се състои в това, че и Америка, и Корея имат своите политически и социални ситуации и двамата искат светът да се промени към по-добро. Месец по-късно RM участва в песента „Gajah“ с Gaeko от Dynamic Duo. Същият декември, RM сътрудничи за ремикс на песента на Fall Out Boy Champion. Парчето достигна номер 18 на „Billboard's Bubbling Under Hot 100 Singles“ и това помага на все по-популярния рапър да достигне номер 46 в „Chart Emerging Artists“ за седмицата от 8 януари 2018 година.
На 27 декември, RM става първият Kpop изпълнител, който участва в класацията на „Rock Digital Songs“, като влезе под номер 2 в списъка.
През 2018 г., RM пуска втория си микстейп, озаглавен „Mono“, който той нарича плейлист. Той стана първият корейски артист, класирал се номер едно в „Chart Emerging Artists“ в Съединените щати с плейлиста си. Namjoon беше критично приет, като изложи „дълбоката си несигурност" в песни като „Tokyo“ и „Seoul“. Парчето „Seoul“ е продуцирано от британския електропоп дует Honne. Te за първи път откриват RM, след като го виждат да препоръчваа музиката им в Twitter и накрая го срещат в Seoul, след един от концертите им. Това кара дуото да поиска да сътрудничи с RM. През ноември, си сътрудничи още с Tiger JK в последния му и финален албум като Drunken Tiger, преди да се оттегли от името, включвайки се в парчето „Timeless“. Tiger JK първоначално очакваше текстовете на RM да съдържат самохвали, което беше тенденцията на рапа по онова време, но RM написа текста, за да остави след себе си историческото значение на името на Drunken Tiger.
На 25 март 2019 г., Honne обявява, че RM е част от техния римейк на песента „Crying over you“ заедно с певицата BEKA, която е пусната на 27 март. Първоначално Хон е пуснал „Crying over you“ през 2018 година – песента първоначално беше планирана за издаване през януари 2019 г., но беше отложена поради „непредвидени обстоятелства“.
В същия ден BigHit Entertainment пуска песента „Persona", като трейлър за новия албум на BTS „Map of the Soul: Persona“. Песента дебютира на 17-о място на Billboard YouTube Song Chart. Три месеца по-късно, 24 юли 2019 г., RM участва в четвъртия официален ремикс на „Old Town Road“ на Lil Nas X, озаглавен „Road Seoul Town“, „вкарвайки своя англоезичен стих с изненадващо добра „корейска нотка.“

## Артистичност
През 2017 г., американско хип-хоп списание издава списък със заглавие „10 корейски рапъри, които трябва да знаете“, в което е включен разбира се и RM. Писателят Питър А. Бери, пише, че „RM рядко не успява да се докаже“. Той описва младата звезда като „един от най-сръчните рапъри в региона, способен да превключва ритмите без усилие, докато преминава през редица различни инструментали“.
Критиците заявиха, че първата му комбинация „отвежда слушателите на разказ за увереност и несигурност в увеселителен парк, който идва със самооткриване“. Crystal Tai от South China Morning Post заявива, че RM получи много похвали за естествения си ритъм и текстове, и че в него има огромен потенциал.

### Въздействие
В проучване, проведено от Gallup Korea, RM, се класира като 12-ия най-предпочитан идол на годината за 2018 година.
През същата година той заедно с BTS участват в инициативата на UNICEF. Там изнася реч и едни от най-запомнящите му думи, повлияли на много хора на различни възрасти са: „Няма значение твоят пол, националност или религия, обичай себе си! Кой си ти? Кое е твоето име? Говори за себе си!“  През 2018 година, той бе удостоен с пети клас Хуагуан-Орден за културни заслуги от президента на Южна Корея, заедно с останалите членове на BTS, за приноса му в корейската култура.

## Дискография

### Mикстейпове
- RM (2015)
- Mono (2018)

## Филмография

### Телевизия
| Година | Канал   | Заглавие                                    | Роля    | Забележка                         |
| ------ | ------- | ------------------------------------------- | ------- | --------------------------------- |
| 2014   | MNet    | 4things Show – Rap Monster                  | Себе си | Документален филм за Rap Monster  |
| 2015   | TVN     | Hot Brain: Problematic Men                  | Член    | Викторина / шоу на знанието       |
| 2015   | SBS     | Inkigayo                                    | Домакин | with Sungjae (BtoB)               |
| 2016   | MBig TV | Close-up Observation Diary on Idol: Find Me | Себе си | Реалити шоу за неговото ежедневие |
| 2016   | KBS     | Gura-Chacha: Time Slip – New Boy            | Член    | Реалити шоу                       |
| 2016   | SBS     | Inkigayo                                    | Домакин | Jin, Kei & Mijoo (Lovelyz)        |
| 2016   | SBS     | Inkigayo                                    | Домакин | Jin                               |
| 2016   | Mnet    | KCON New York                               | Домакин | Ailee                             |
| 2017   | Mnet    | M Countdown                                 | Домакин | J-Hope & Jimin                    |

### Музикални видеа
| година | Заглавие            | дължина | Директор (и)                       | Забележка                                            |
| ------ | ------------------- | ------- | ---------------------------------- | ---------------------------------------------------- |
| 2013   | „Perfect Christmas" | 03:45   | неизвестен                         | с Jungkook, Jo Kwon, Lim Jeong-hee и Jo Hee (8eight) |
| 2015   | „Do you“            | 03:08   | Woo-gie Kim (GDW)                  |                                                      |
| 2015   | „Awakening“         | 02:40   | неизвестен                         |                                                      |
| 2015   | „Joke“              | 03:19   | неизвестен                         |                                                      |
| 2015   | „PDD“               | 04:18   | неизвестен                         | с Уорън Дж                                           |
| 2015   | „Fantastic“         | 03:56   | неизвестен                         | с участието на Манди Вентрис                         |
| 2017   | „Change“            | 04:49   | Beom-jin (VM Project Architecture) | с Уейл                                               |
| 2018   | „forever rain“      | 04:28   | Чой Джа-хун                        | Анимация                                             |
| 2018   | „Seoul“             | 04:33   | Yong-seok Choi (Lumpens)           | Лирично видео                                        |
| 2018   | „moonchild“         | 03:38   | Yong-seok Choi (Lumpens)           | Лирично видео                                        |

### Трейлъри и късометражни филми
| Година | Заглавие                  | Дължина | Директори                | Бележка  |
| ------ | ------------------------- | ------- | ------------------------ | -------- |
| 2013   | „Intro: О RUL8,2“         | 01:21   | неизвестен               | Анимация |
| 2014   | „Intro:What Am I To You?“ | 02:53   | неизвестен               | Анимация |
| 2016   | "Reflection #5“           | 03:02   | Yong-seok Choi (Lumpens) |          |
| 2019   | „Persona“                 | 02:58   | Yong-seok Choi (Lumpens) | Трейлър  |